# Житомирська фармацевтична фабрика

ТОВ «ДКП „Житомирська фармацевтична фабрика“» (TM Vishpha) — підприємство з виготовлення ліків з міста Житомир.
Виробник лікарських препаратів у формі екстрактів, настоїв, розчинів, мазей, емульсій і сиропів, які випускаються під торговою маркою Vishpha.

## Історія
З 1 березня 1925 року в головному приміщенні розташовувалося Волинське окружне аптечне управління. В ньому працювало 17 чоловік. У підпорядкуванні аптекоуправління було 34 заклади (ларьки і аптеки).
Фабрика почала роботу в 1938 році як галено-фасувальна лабораторія.
У 1941 році підприємство було зруйновано. У 1944 році відновило роботу як галено-фасувальна лабораторія.
У 1970 році галено-фасувальну лабораторію перейменовано у фармацевтичну фабрику Житомирського обласного аптечного управління. Чисельність персоналу зросла до 30 чоловік.
У 1988 році фабрика стала самостійною юридичною особою.
У 1999 році підприємство очолив Вишневський І. А. Персонал складає 25 чоловік.
2003 рік - виробництво зростає, лікарські засоби фабрики реєструються в Україні, Молдові, Білорусі та Росії.
У 2004 році підприємство приватизовано і стало ТОВ.
У 2008 році компанія пройшла сертифікацію ISO 9001.
У 2010 році підприємство випустило 10 000 облігацій вартістю 1000 гривень кожна на загальну суму 10 млн гривень. Дата погашення — 1 грудня 2025 року.
Генеральний директор володіє часткою 14,705% у статутному капіталі Товариства. Комерційний директор володіє часткою часткою 85,295% у статутному капіталі Товариства.
У 2017 році підприємство постачало продукцію у 8 країн СНД: Білорусь, Росію, Молдову, Грузію, Казахстан, Киргизстан, Таджикистан і Узбекистан.